# Jim Beaver
James Norman "Jim" Beaver, Jr. (født 12. august 1950) er en amerikansk scene, film og tv-skuespiller, dramatiker, manuskriptforfatter og film historiker.
Han er måske mest kend for sin rolle som en bister, men barmhjertige prospekter Whitney Ellsworth i Western drama-serien Deadwood, en hovedrolle, som bragte ham anerkendelse og en Screen Actors Guild Awards nominering. Han skildrer i øjeblikket Bobby Singer i CW tv-serien Supernatural. Hans selvbiografi Life's That Way blev offentliggjort i april 2009.

## Litterære værker

### Bøger
- John Garfield: His Life and Films (1978)
- Movie Blockbusters (sammen med Steven Scheuer) (1982, reviderede udgave 1983)
- Life's That Way: A Memoir (2009)

### Fiction
- The Afternoon Blood Show, Alfred Hitchock's Mystery Magazine, 29. april , 1981

### Teaterstykker
- The Cop and the Anthem (efter den korte historie af O. Henry) (1973)
- As You Like It, or Anything You Want To, Also Known as Rotterdam and Parmesan Are Dead (1975)
- Once Upon a Single Bound (1977)
- The Ox-Bow Incident (efter en roman af Walter Van Tilburg Clark) (1978)
- Verdigris (1979)
- Spades (1979)
- Sidekick (1981)
- Semper Fi (1982)
- Truth, Justice, and the Texican Way (1985)
- Pressing Engagements (1990)
- Mockingbird (2001)
- Night Riders (2006)[2]

### Magazine artikler
- John Wayne. Film Anmeldelse, maj 1977
- George Raft. Film Anmeldelse, april 1978
- John Carradine. Film Anmeldelse, oktober 1979
- James Stewart. Film Anmeldelse, oktober 1980
- Steve McQueen. Film Anmeldelse, august–september 1981
- Frank Perry. Film Anmeldelse, november 1981
- Strother Martin. Film Anmeldelse, november 1982
- Ad Glib (regular column). Film Anmeldelse, november 1981 – december 1983